# Jennifer Rush
Jennifer Rush (născută Heidi Stern la 28 septembrie 1960) este o cântăreață americană cu origini germane de muzică pop-rock, cel mai bine cunoscută pentru cântecul "The Power of Love".

## Biografie
Rush s-a născut ca Heidi Stern, fiica lui Maurice Stern, un tenor de operă.

## Discografie
- 1982 "Tonight" (ca Heidi Stern)
- 1983 "Into My Dreams"
- 1983 "Come Give Me Your Hand / Witch Queen Of New Orleans"
- 1983 "Witch Queen Of New Orleans / Come Give Me Your Hand"
- 1984 "25 Lovers"
- 1984 "Ring of Ice"
- 1985 "The Power of Love"
- 1985 "Si tu eres mi hombre y yo tu mujer" ("The Power of Love"-versiunea în spaniolă)
- 1985 "Ring of Ice"
- 1986 "Madonna's Eyes"
- 1985 "Destiny"
- 1986 "If You're Ever Gonna Lose My Love"
- 1986 "No me canso de pensar en ti" ("If You're Ever Gonna Lose My Love"-versiunea în spaniolă)
- 1986 "If You're Ever Gonna Lose My Love / Madonna's Eyes"
- 1986 "The Power of Love (Remix)"
- 1987 "I Come Undone"
- 1987 "Flames of Paradise" (Duet cu Elton John)
- 1987 "Heart Over Mind"
- 1988 "Another Way"
- 1988 "You're My One and Only"
- 1988 "Viva de mi vida" ("You're My One and Only"-versiunea în spaniolă)
- 1989 "Keep All the Fires Burning Bright"
- 1989 "Solitaria mujer" ("Keep All the Fires Burning Bright" -versiunea în spaniolă)
- 1989 "Love Get Ready"
- 1989 "Till I Loved You" (Duet cu Placido Domingo)
- 1989/1990 "Higher Ground"
- 1990 "Wings of Desire"
- 1990 "We Are the Strong"
- 1991 "Ave Maria (Survivors of a Different Kind)"
- 1992 "Never Say Never"
- 1993 "Vision of You"
- 1993 "Vision de Ti" ("Vision Of You"-versiunea în spaniolă)
- 1993 "A Broken Heart"
- 1995 "Tears in the Rain"
- 1995 "Out of My Hands"
- 1995 "Who Wants to Live Forever"
- 1995 "Das Farbenspiel des Winds" (germană)
- 1997 "Credo"
- 1997 "Sweet Thing"
- 1997 "Piano in the Dark"
- 1998 "The End of a Journey"
- 1999 "Ring of Ice"
- 2010 "Before the Dawn"
- 2010 "Echoes Love"

## Legături externe
- en  Jennifer Rush — Website oficial